# Ороченский
Оро́ченский — железнодорожный разъезд (населённый пункт) в Сковородинском районе Амурской области России. Входит в городское поселение Рабочий посёлок (пгт) Ерофей Павлович.

## География
Населённый пункт Ороченский расположен на Транссибе к западу от районного центра, города Сковородино, в 10 км от центра городского поселения, пгт Ерофей Павлович, на правом берегу реки Текан (бассейн реки Урка), в приустьевой части одноимённого ручья. В 2 км севернее разъезда проходит Федеральная Автодорога Чита — Хабаровск.

## История
Разъезд основан в 1911 г. при строительстве Западно-Амурского участка Транссибирской ж.д. магистрали.
Топонимика: Название эвенкийского происхождения от «ороче, орочен, оричен» со значением — «орочен», «оленевод» (самоназвание забайкальско-амурских эвенков), оленные люди; «орочи» — «оленный чел», «орачи» — «передняя часть туловища оленя», «орончикан» — «оленёнок». Вероятно в районе этого разъезда эвенки охотились и разделывали убитых оленей.

## Население
| 2002 | 2010 | 2012 | 2013 | 2014 | 2015 | 2016 |
| ---- | ---- | ---- | ---- | ---- | ---- | ---- |
| 7    | →7   | →7   | →7   | →7   | ↘6   | →6   |
| 2017 | 2018 |      |      |      |      |      |
| →6   | →6   |      |      |      |      |      |

## Инфраструктура
- Разъезд Ороченский на Транссибе (Забайкальская железная дорога).